# تمكرت
تمڭرت هي قرية أمازيغية جبلية مغربية وسط المملكة. تنتمي تمڭرت لإقليم الحوز. تضم هذه القرية 10.325 نسمة (إحصاء 2004).